# Intellivision Amico
L'Intellivision Amico est une future console de jeux vidéo, produite par la société Intellivision Entertainment, fondée par Tommy Tallarico et propriétaire depuis 2018 de la marque Intellivision et des droits sur les jeux associés. Sa commercialisation, d'abord annoncée pour la date symbolique du 10 octobre 2020, est repoussée en raison de la pandémie de Covid-19 et de la pénurie de composants électroniques au 15 avril 2021, puis au 10 octobre 2021,, avant d'être finalement reportée à la fin de l'année 2021. Sa ludothèque devrait se composer essentiellement de reprises « repensées » en 2D ou 2,5D d'anciens titres de la console de Mattel des années 1980, mais reste ouverte à tout jeu simple et tout public, y compris en 3D.
Le 10 octobre 2021, alors que la console n'est toujours pas sortie, Intellivision Entertainment commence la commercialisation de 8 premiers jeux en édition physique « Limited Collector's Boxed Edition ». Chaque boîte comprend une carte lenticulaire 3D et un jeton métallique à collectionner, ainsi qu'une carte RFID permettant d'activer le jeu sur la console dès sa sortie. Les titres concernés sont Moon Patrol, Finnigan Fox, Biplanes, Brain Duel, Evel Knievel, Dynablaster, Missile Command et Rigid Force Redux Enhanced. 
Les critiques contre la communication et le marketing d'Intellivision Entertainment se multiplient, et la presse commence à évoquer un vaporware, d'autant plus que, début 2022, les indicateurs financiers suggèrent que la société pourrait ne pas survivre jusqu'à la sortie de la console.
En novembre 2023, Intellivision Entertainment reconnait ne pas avoir les fonds nécessaires à la production de l'Amico, et annonce la sortie d'une application Amico Home pour smartphones, permettant de faire tourner les jeux sans attendre la sortie de la console. Une version béta pour Android est publiée, accompagnée de deux jeux de démonstration : Astrosmash et Missile Command.

## Jeux annoncés
Classiques Intellivision repensés
- Astrosmash[4]
- Shark! Shark![11]
- Baseball[11]
- Night Stalker[11]
- Skiing[11]
- Math Fun[11]
- Snafu[11]
- Utopia[11]
- Frog Bog[11]
- Boxing[11]
- Bowling[11]
- Triple Action[11]
- Tron Deadly Discs[11]
- Cloudy Mountain: Crown of Kings[4]
- Star Strike[11]
- Horse Racing[11]
- Auto Racing[11]
- B-17 Bomber[11]
- Battle Tanks[4]

Classiques Atari retravaillés
- Pong[4]
- Asteroids[4]
- Centipede[11]
- Tempest[4]
- Adventure[4]
- Missile Command[4]
- Yars' Revenge[4]
- Breakout[4]
- Lunar Lander[11]
- Night Driver (en)
- Sky Diver (en)
- Warlords[4]

Classiques Imagic adaptés
- Microsurgeon (en)[11]
- Atlantis[11]
- Demon Attack[11]
- Dracula[11]
- Beauty & the Beast[11]
- Ice Trek[11]
- Swords & Serpents[11]
- Dragonfire (en)[11]
- Truckin'[11]

Autres adaptations ou exclusivités
- Miner 2049er[11]
- Super Burgertime[4]
- Bad Dudes[11]
- Caveman Ninja[11]
- Moon Patrol[4]
- R-Type[11]
- 10 Yard Fight[11]
- Lode Runner[11]
- Spelunker[11]
- Kung-Fu Master[11]
- MotoRace USA[11]
- Tropical Angel[11]
- Archon[11]
- ToeJam & Earl[11]
- Bump 'n' Jump[4]
- Earthworm Jim 4[12]
- Rigid Force Redux Enhanced[4]
- Finnigan Fox[4]
- Incan Gold[13]
- Spades[13]
- Cornhole[13]
- Sesame Street: Count Me To Sheep[13]
- Sesame Street: Big Bird's Basketball
- Sesame Street: Cooking with Cookie
- Sesame Street: Cookie's Cookies
- Care Bears: Care Karts[13]
- Bomb Squad[13]
- Space Strikers[13]
- Dyno Blaster[13]
- Blank State[13]
- Telestrations[13]
- Flying Tigers[13]
- Dolphin Quest[14]